# Torneo de Consuelo del Campeonato de Apertura de Chile 1933
El Torneo de Consuelo del Campeonato de Apertura de Chile 1933 o Torneo de Consuelo del Campeonato de Apertura de la Liga Profesional de Football de Santiago 1933 fue la 1.º edición de la competición reducida de fútbol de los equipos eliminados de la 1.º edición del Campeonato de Apertura de Chile, de carácter oficial y profesional, correspondiente a la temporada 1933. Se jugó desde el 10 de junio hasta el 1 de julio de 1933.
Su organización estuvo a cargo de la Liga Profesional de Football de Santiago (LPF), primera entidad oficial de fútbol profesional en Chile, y contó con la participación de cuatro equipos. La competición se jugó bajo el sistema de eliminación directa, en partidos únicos.
El campeón fue Santiago Badminton, que, con una victoria por 4-2 ante Morning Star en la final, se adjudicó su primer título del Torneo de Consuelo del Campeonato de Apertura de Chile.

## Antecedentes
Tras la creación de la Liga Profesional de Football de Santiago (LPF), el 31 de mayo de 1933, en la secretaría de Santiago Badminton, de inmediato se dio inicio al primer Campeonato de Apertura, que sirvió de preludio al primer torneo profesional de carácter oficial de la Primera División de Chile. De los cuatro equipos eliminados de la primera fase (o cuartos de final) del Campeonato de Apertura, se disputó un torneo reducido que constituyó la primera edición del Torneo de Consuelo del Campeonato de Apertura de Chile, cuyo ganador fue el primer campeón que haya registrado el fútbol profesional en Chile.

## Reglamento de juego
La competición se jugó bajo el sistema de eliminación directa, en partidos únicos, hasta dejar a un único competidor que resultaba campeón.

## Equipos participantes
Los equipos participantes eran los cuatro eliminados de la primera fase del Campeonato de Apertura de Chile 1933.

### Información de los clubes
| Equipos            | Entrenador | Ciudad            | Calidad                                |
| ------------------ | ---------- | ----------------- | -------------------------------------- |
| Green Cross        | -          | Santiago de Chile | Eliminado por Magallanes               |
| Morning Star       | -          | Santiago de Chile | Eliminado por Unión Deportiva Española |
| Santiago Badminton | -          | Santiago de Chile | Eliminado por Audax Italiano           |
| Santiago National  | -          | Santiago de Chile | Eliminado por Colo-Colo                |

## Desarrollo
|  | Semifinales       | Semifinales  |   |  | Final        | Final |  |
|  |                   |              |   |  |              |       |  |
|  | 10 de junio       |              |   |  |              |       |  |
|  | S. Badminton      | 1            |   |  |              |       |  |
|  | Santiago National | 0            |   |  |              |       |  |
|  |                   |              |   |  |              |       |  |
|  |                   |              |   |  | 1 de julio   |       |  |
|  |                   |              |   |  | S. Badminton | 4     |  |
|  |                   | Morning Star | 2 |  |              |       |  |
|  |                   |              |   |  |              |       |  |
|  |                   |              |   |  |              |       |  |
|  |                   |              |   |  |              |       |  |
|  | 10 de junio       |              |   |  |              |       |  |
|  | Morning Star      | 3            |   |  |              |       |  |
|  | Green Cross       | 1            |   |  |              |       |  |

## Resultados

### Semifinales
| Torneo de Consuelo del Campeonato de Apertura de Chile 1933 Primera fase; 10 de junio de 1933 | Santiago Badminton | 1:0 | Santiago National | Estadio de Carabineros, Independencia, Santiago (Chile) |  |
|                                                                                               | Anotado            |     |                   |                                                         |  |

| Torneo de Consuelo del Campeonato de Apertura de Chile 1933 Primera fase; 10 de junio de 1933 | Green Cross | 1:3 | Morning Star                | Estadio de Carabineros, Independencia, Santiago (Chile) |  |
|                                                                                               | Anotado     |     | Anotado · Anotado · Anotado |                                                         |  |

### Final
|       | POR | Alfredo Soto      |  |
|       | DEF | Pedreros          |  |
|       | DEF | Eduardo Camus     |  |
|       | MED | Schoenfeldt       |  |
|       | MED | Carlos d'Steffani |  |
|       | MED | Bustos            |  |
|       | DEL | Sánchez           |  |
|       | DEL | Núñez             |  |
|       | DEL | Juan Becerra      |  |
|       | DEL | Alfonso Garcés    |  |
|       | DEL | Carlos Navarro    |  |
| D. T. |     |                   |  |

|       | POR | Jorge Olate      |  |
|       | DEF | Erasmo Fuentes   |  |
|       | DEF | Chaparro         |  |
|       | MED | Sánchez          |  |
|       | MED | Bustamante       |  |
|       | MED | Arturo Ahumada   |  |
|       | DEL | Humberto Roa     |  |
|       | DEL | Isaías González  |  |
|       | DEL | Castro           |  |
|       | DEL | Osvaldo Carvajal |  |
|       | DEL | Núñez            |  |
| D. T. |     |                  |  |

| Anotado · Anotado · Anotado · Anotado | Núñez Becerra Navarro Bustos | 1-1 2-2 3-2 4-2 |

| Anotado · Anotado | Núñez Humberto Roa | 0-1 1-2 |

|       | POR | Alfredo Soto      |  |
|       | DEF | Pedreros          |  |
|       | DEF | Eduardo Camus     |  |
|       | MED | Schoenfeldt       |  |
|       | MED | Carlos d'Steffani |  |
|       | MED | Bustos            |  |
|       | DEL | Sánchez           |  |
|       | DEL | Núñez             |  |
|       | DEL | Juan Becerra      |  |
|       | DEL | Alfonso Garcés    |  |
|       | DEL | Carlos Navarro    |  |
| D. T. |     |                   |  |

|       | POR | Jorge Olate      |  |
|       | DEF | Erasmo Fuentes   |  |
|       | DEF | Chaparro         |  |
|       | MED | Sánchez          |  |
|       | MED | Bustamante       |  |
|       | MED | Arturo Ahumada   |  |
|       | DEL | Humberto Roa     |  |
|       | DEL | Isaías González  |  |
|       | DEL | Castro           |  |
|       | DEL | Osvaldo Carvajal |  |
|       | DEL | Núñez            |  |
| D. T. |     |                  |  |

| Anotado · Anotado · Anotado · Anotado | Núñez Becerra Navarro Bustos | 1-1 2-2 3-2 4-2 |

| Anotado · Anotado | Núñez Humberto Roa | 0-1 1-2 |

|       | POR | Alfredo Soto      |  |
|       | DEF | Pedreros          |  |
|       | DEF | Eduardo Camus     |  |
|       | MED | Schoenfeldt       |  |
|       | MED | Carlos d'Steffani |  |
|       | MED | Bustos            |  |
|       | DEL | Sánchez           |  |
|       | DEL | Núñez             |  |
|       | DEL | Juan Becerra      |  |
|       | DEL | Alfonso Garcés    |  |
|       | DEL | Carlos Navarro    |  |
| D. T. |     |                   |  |

|       | POR | Jorge Olate      |  |
|       | DEF | Erasmo Fuentes   |  |
|       | DEF | Chaparro         |  |
|       | MED | Sánchez          |  |
|       | MED | Bustamante       |  |
|       | MED | Arturo Ahumada   |  |
|       | DEL | Humberto Roa     |  |
|       | DEL | Isaías González  |  |
|       | DEL | Castro           |  |
|       | DEL | Osvaldo Carvajal |  |
|       | DEL | Núñez            |  |
| D. T. |     |                  |  |

| Anotado · Anotado · Anotado · Anotado | Núñez Becerra Navarro Bustos | 1-1 2-2 3-2 4-2 |

| Anotado · Anotado | Núñez Humberto Roa | 0-1 1-2 |

|       | POR | Alfredo Soto      |  |
|       | DEF | Pedreros          |  |
|       | DEF | Eduardo Camus     |  |
|       | MED | Schoenfeldt       |  |
|       | MED | Carlos d'Steffani |  |
|       | MED | Bustos            |  |
|       | DEL | Sánchez           |  |
|       | DEL | Núñez             |  |
|       | DEL | Juan Becerra      |  |
|       | DEL | Alfonso Garcés    |  |
|       | DEL | Carlos Navarro    |  |
| D. T. |     |                   |  |

|       | POR | Jorge Olate      |  |
|       | DEF | Erasmo Fuentes   |  |
|       | DEF | Chaparro         |  |
|       | MED | Sánchez          |  |
|       | MED | Bustamante       |  |
|       | MED | Arturo Ahumada   |  |
|       | DEL | Humberto Roa     |  |
|       | DEL | Isaías González  |  |
|       | DEL | Castro           |  |
|       | DEL | Osvaldo Carvajal |  |
|       | DEL | Núñez            |  |
| D. T. |     |                  |  |

| Anotado · Anotado · Anotado · Anotado | Núñez Becerra Navarro Bustos | 1-1 2-2 3-2 4-2 |

| Anotado · Anotado | Núñez Humberto Roa | 0-1 1-2 |

## Campeón
El campeón del Torneo de Consuelo del Campeonato de Apertura de Chile 1933, Santiago Badminton, se adjudicó el «Trofeo Compañía Chilena de Electricidad».
| Chile                         |
| Santiago Badminton 1.º título |